# 王司馬
王司馬（1940年—1983年9月27日），原名黄永興:197，澳門人，後遷居香港香港成為著名的漫畫家，亦是一名音響愛好者。

## 生平
他在澳門出生及就讀小學，後到廣州唸中學，課餘兼習美術。1957年回到澳門，一邊教書並繼續習畫。1961年遷居香港及在一家電影廣告公司工作，並開始從事漫畫創作。1965年進入《明報》工作:197，後升任為美術主任，是金庸小說的主要插畫師之一。1960年代，在金庸的促成下，與漫畫家王澤聯合執筆「老夫子與契爺」漫畫。1967年，王司馬的長子出世。王司馬在1983年9月27日因患骨癌在香港聖德肋撒醫院（九龍法國醫院）病逝，享年43歲，在同年10月3日於世界殯儀館出殯。

## 主要漫畫著作
- 牛仔[2]
- 狄保士（時事漫畫）[2][7]
- 靚女蘇珊[2]

## 資料來源
1. 1 2  .   [2012-04-06]. （原始内容存档于2012-04-15）.
2. 1 2 3 4 5  楊維邦; 黃少儀 (编). . . 香港: 非凡. 2017: 78–81,197. ISBN 978-988-8420-95-7.
3. 1 2 3  . 大公報第六版. 1983年9月29日. （繁體中文）
4. ↑  蕭咏詩. . 雅虎奇摩. 2018-10-31  [2023-07-27]. （原始内容存档于2023-07-27） （中文（臺灣））.
5. ↑  . 雅虎香港. 星島日報. 2014-01-16  [2023-07-27]. （原始内容存档于2022-10-23） （中文（香港））.
6. ↑  香港人物: 文化人物 的存檔，存档日期2006-05-02.
7. ↑  鄭家鎮. . . 香港: 三聯. 1992: 150. ISBN 962-04-1023-8.